# Фауна Антарктики

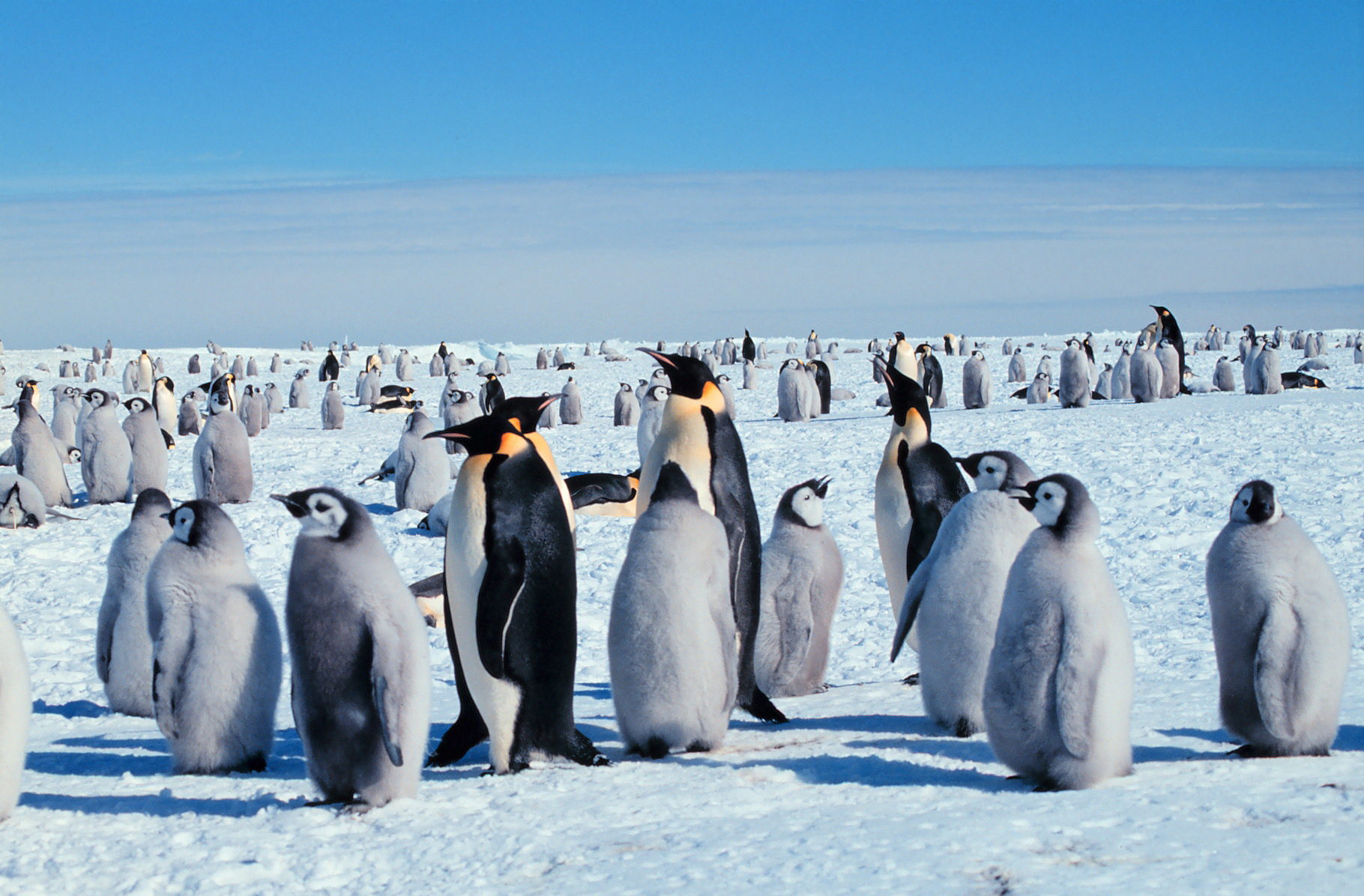
Імператорські пінгвіни в Антарктиді

Фауна Антарктики представлена окремими видами безхребетних, птахів та ссавців. Нині в Антарктиді виявлено не менше 70 видів безхребетних, гніздяться чотири види пінгвінів. На території полярної області знайдені викопні рештки декількох видів нептахових динозаврів [⇨].
Вільними від льодовиків і снігу залишається лише 2 % території материкової Антарктики. Велика частина фауни Антарктиди представлена на декількох «аренах життя»: прибережні острови і льоди, прибережні оази на материку (наприклад, «оаза Бангера»), арена нунатаків (гора Амундсена біля станції Мирний, гора Нансена на Землі Вікторії тощо) та арена льодовикового щита. Тварини найбільш поширені в приморській смузі (тільки тут зустрічаються тюлені та пінгвіни). Є тут і свої ендеміки, наприклад, чорний комар-дзвінець Belgica antarctica.
На 2008 рік відомі не менше трьох осіб, що народилися в Антарктиці: на самій Антарктиді або прилеглих островах [⇨].

## Безхребетні
Безхребетні представлені членистоногими (комахами і павукоподібними), коловертками, тихоходами (Acutuncus antarcticus) і нематодами, що мешкають у ґрунтах. Антарктичний зоопланктон, перш за все, криль прямо або опосередковано є основою ланцюга харчування багатьох видів риб, китоподібних, кальмарів, тюленів, пінгвінів та інших тварин. У прісноводних озерах материкових прибережних оаз — " сухих долин " — існують оліготрофні екосистеми, населені синьо-зеленими водоростями, круглими хробаками, веслоногими рачками (циклопами) і дафніями.

Антарктична фауна членистоногих з урахуванням прибережних антарктичних островів (на південь від 60°S) становить не менше 130 видів: кліщі (67 видів), Collembola (19), пухоїди (37), воші (4), блохи (1), двокрилі (2) . З них 54 це паразитичні форми. 

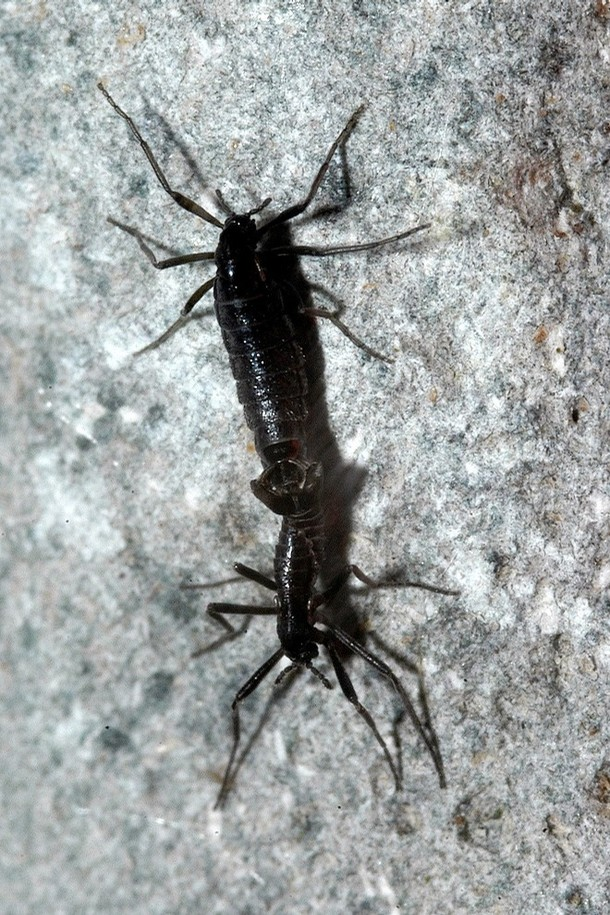
Безкрилий комар Belgica antarctica
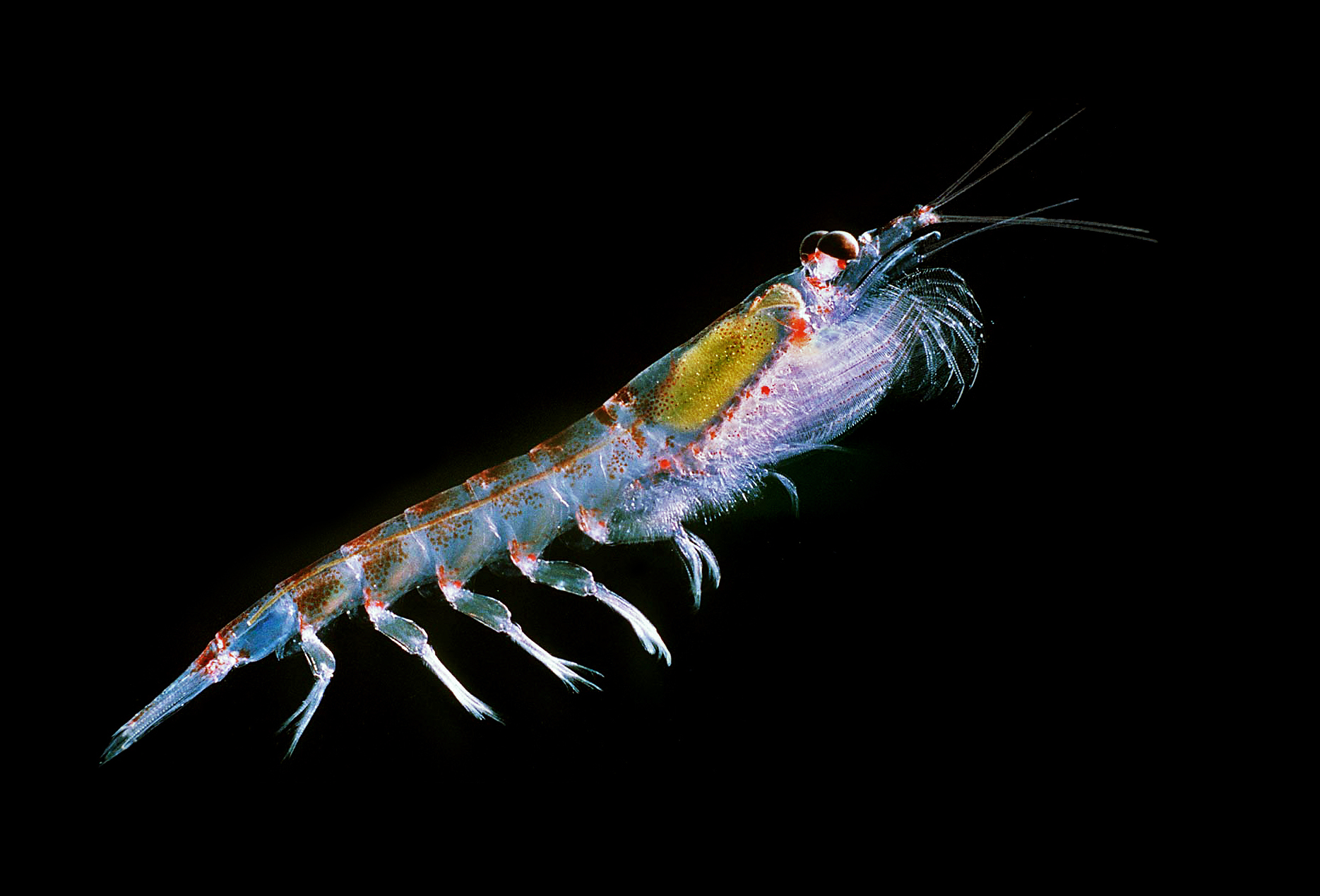
Антарктичний криль Euphausia superba

### Кліщі
Кліщі виду Nanorchestes antarcticus були знайдені на 85° південної широти у верхньому шарі ґрунту, який більш зволожений. Це найпівденніша знахідка для всього тваринного світу. Фауна кліщів полярної станції Палмер (64°45'S, 64°05'W, Антарктичний півострів) включає не менше 11 видів кліщів: Alaskozetes antarcticus, Halozetes belgicae, Oppia laxolineata, Magellozetes antarcticus (Cryptostigmata), Stereotydeus villosus, Rhagidia gerlachei, Nanorchtestes antarcticus, Tydeus tilbrooki, Protereunetes minutus (Prostigmata), Cyrtolaelaps racovitzai (Mesostigmata).

### Покритощелепні
Вид колембол Cryptopygus antarcticus, мешкає між мохами і лишайниками, де харчується детритом. Вид Gressittacantha terranova знайдений на Землі Вікторії. В цілому, в Антарктиці з урахуванням Антарктичного півострова (на його західному узбережжі знайдені Friesea grisea, Cryptopygys antarcticus, Tullbergia mediantarctica, Parisotoma octooculata, Archisotoma brucei) і прибережних антарктичних островів (Tullbergia antarctica, Tullbergia mixta) знайдено 17 видів колембол з 13 родів 4 родин. Більше половини з них місцеві ендеміки. Friesea grisea знайдена поблизу російської антарктичної станції " Молодіжна ".

### Комахи
- Belgica antarctica — чорного кольору безкрилі хірономіди з родини Chironomidae (загін двокрилі). Антарктичний півострів Антарктиди (від рівня моря до 150 м; на південь до 64°S). Ці ендеміки Антарктики вважаються найбільшими істинно сухопутними, що не покидали поверхню землі, тваринами Антарктиди[2].

- Glaciopsyllus antarcticus — вид бліх з родини Ceratophyllidae, що паразитує на пташенятах буревісників Fulmarus glacialoides (рід Фульмарів), на буревісниках білих (Pagodroma nivea), антарктичному буревіснику (Thalassoica antarctica), капському голубку (Daption capense) і океанника Вільсона (Oceanites oceanicus)[10][11].

## Хребетні

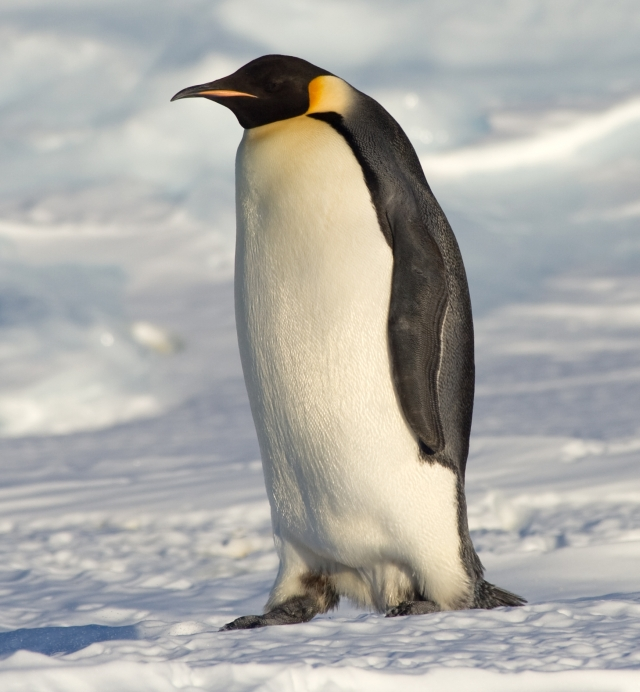
Імператорський пінгвін
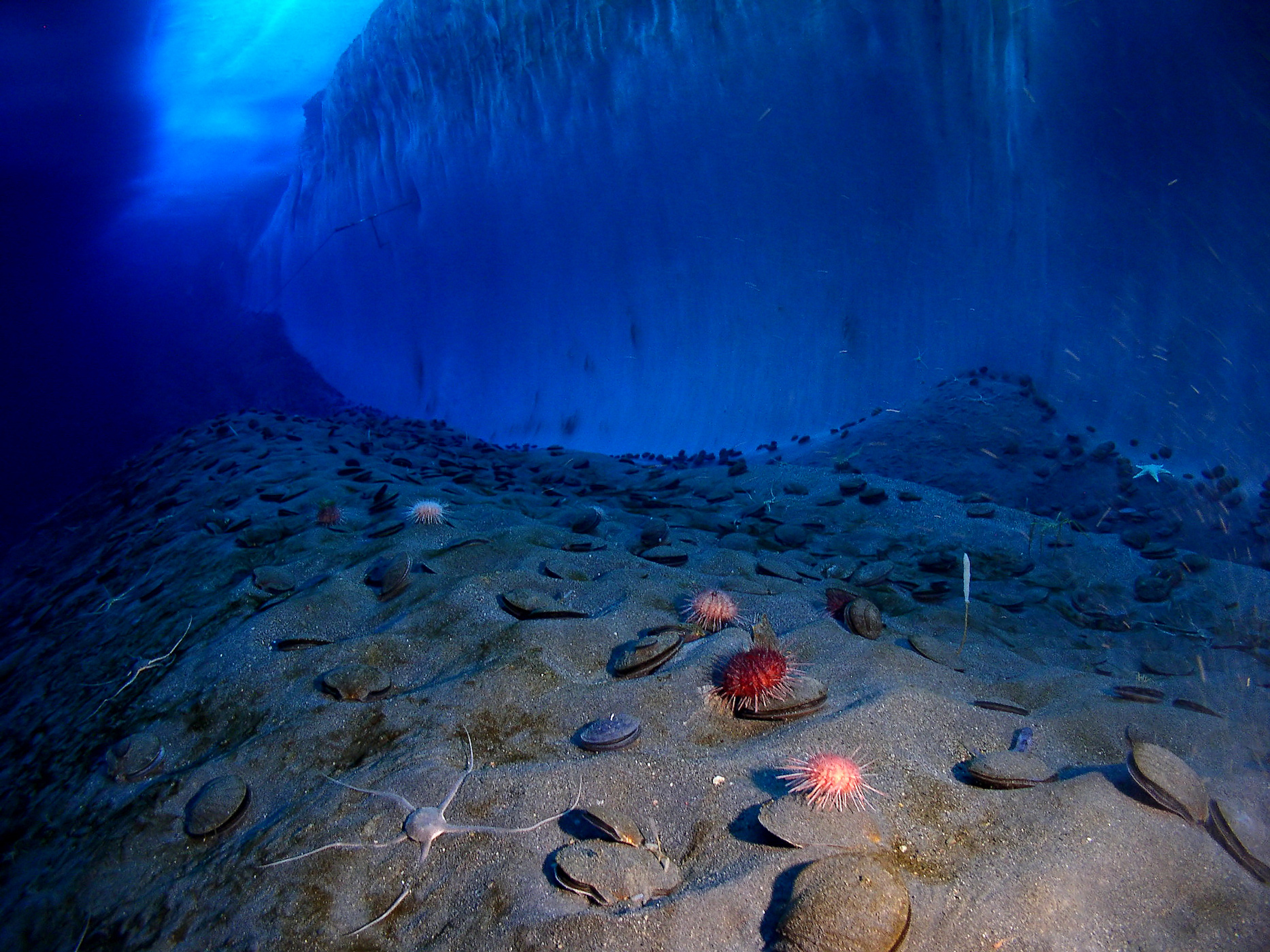
Підводний світ Антарктиди
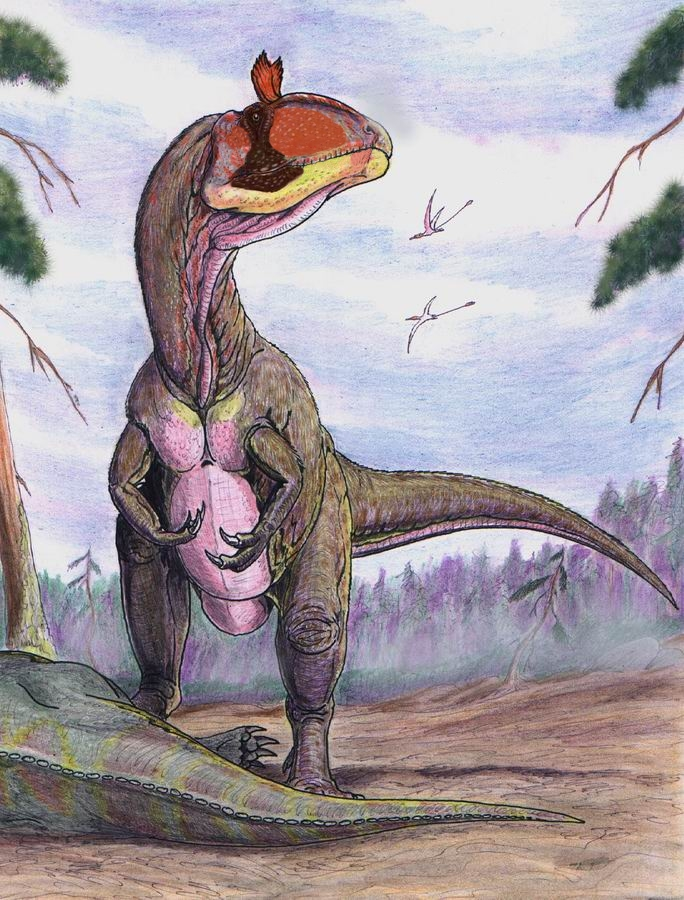
Кріолофозавр, знайдений в Антарктиді 1991 року

### Птахи
На самому материку гніздяться два види пінгвінів: імператорський пінгвін (Aptenodytes forsteri) і пінгвін Аделі (Pygoscelis adeliae). Ще два види з'являються на материку, але гніздяться лише на Антарктичному півострові: антарктичний пінгвін (Pygoscelis antarctica) і субантарктичний пінгвін (Pygoscelis papua). З інших птахів зустрічаються кілька видів буревісникових (антарктичний, сніговий), два види поморників, полярний крячок.

### Ссавці
Повністю сухопутні ссавці в Антарктиді відсутні. З напівводних наземних тварин цього класу на берег виходять тюлені: Ведделла, тюлені-крабоїди, морські леопарди, Росса, морські слони. З дельфінів біля берегів Антарктиди (біля Шетландських островів, 68°S) виявлений хрестоподібний дельфін.

### Людина
Постійне населення в Антарктиді зараз відсутнє. Проте, тут розташовані кілька десятків наукових станцій, в яких загальна чисельність дослідників змінюється від 1000 чоловік взимку до 4000 влітку (включаючи 26 громадян України, з яких 12 постійних на станції «Академіка Вернадського»).
Першою людиною, що народилися на території Антарктики, можна назвати [уточнити] норвежку Сольвейг Гунбьорг Якобсен, що з'явилася на світ в поселенні китобоїв Грютвікен на острові Південна Джорджія 8 жовтня 1913 року.
Першою людиною, що народилися на самій Антарктиді, вважається аргентинець Еміліо Маркос Палма (7 січня 1978 року, на полярній станції «Есперанса»).
У 1984 році на острові Кінг-Джордж, що прилягає до Антарктичного півострова, на станції «Президент Едуардо Фрей Монталва» народився чилієць Хуан Пабло Камачо.

## Викопна фауна

### Динозаври Антарктиди
Перша знахідка динозаврів на території Антарктиди була зроблена в 1986 році: анкилозавр Antarctopelta . До теперішнього часу знайдено всього кілька видів динозаврів, що пов'язано насамперед з тим, що близько 98 % поверхні Антарктиди зараз знаходиться під льодом. Більшість зі знайдених викопних решток є фрагментарними, через що ряд з них до цих пір не отримав наукових назв. На острові Росса у північно-західній частині Антарктиди виявлені залишки анкілозаврів та динозавра з групи гіпсілофодонтід. На острові Вега знайдені залишки динозавра з групи гадрозаврів. У 1991 році в Антарктиді на схилі гори Кілпатрик знайшли залишки прозавроподів, а також теропода кріолофозавра, який досягав семи метрів у довжину і мав гребінь на голові шириною 20 см.

## Фауна островів

### Південні Оркнейські острови
Фауна членистоногих Південних Оркнейських островів включає чотири види коллемболів (Cryptopygus antarcticus, Parisotoma octooculata, Archisotoma brucei, Friesea grisea), 8 видів кліщів (Alaskozetes antarcticus, Halozetes belgicae, Cyrtolaelaps racovitzai, Stereotydeus villosus, Nanorchtestes antarcticus, Tydeus tilbrooki, Protereunetes minutus, Glycyphagus sp) та два види жуків (Lathridiidae : Cartodere apicalis, Lathridius minutus).